# Церква Вознесіння Господнього (Щитівці)
Церква Вознесіння Господнього в Щитівцях — парафія і храм греко-католицької та православної громад у селі Щитівці Чортківського району Тернопільської области.
Церква та дзвіниця оголошені пам'ятками архітектури місцевого значення (охоронні номери 539/1, 539/2).

## Історія церкви
У 1776 році за народні кошти збудували кам'яний храм Вознесіння Господнього. За переказами, у 1900 році його розширили, добудувавши бічну частину, що надало йому форму перевернутої літери «Г», яка збереглася донині. Біля храму є мурована капличка.
У 1914 році, рятуючи церковні дзвони «Іван Златоуст» і «Пророк Ілля» від вилучення, їх зняли та закопали на цвинтарі. Над місцем поховання встановили кам'яний хрест з написом. У 1958 році дзвони повернули на дзвіницю. За повір'ям, дзвін Святого Пророка Іллі має особливу силу: коли насувається град, ним дзвонять, і хмари розходяться. Завдяки цьому, як кажуть, у Щитівцях ніколи не буває граду.
Парафія в лоні УГКЦ була відновлена у грудні 1989 року. Стару муровану церкву реставрували у 2008–2009 роках спільними зусиллями громад УГКЦ і ПЦУ. На території церкви є мурована дзвіниця і капличка. Також там встановлено статую Матері Божої та пам'ятні хрести, зокрема на честь скасування панщини та 1000-ліття хрещення Руси-України (1988).

## Парохи
УГКЦ
- о. Коцик (1935),
- о. Любович (1935—1939),
- о. Косарчин (1939—1945),
- о. Михайло Микула (1945—1958)[3],
- о. Василь Погорецький (1990—1992),
- о. Володимир Драбик (1992—2000),
- о. Тарас Шмиглик (2000—2003),
- о. Роман Бриндзей (2003—2010),
- о. Юрій Голуб (2011—2012),
- о. Андрій Стешин (з 2012).

ПЦУ
- о. Миронів (1958—1977),
- о. Михайло Велиган,
- о. Йосип Смішко (1977—1987),
- о. Михайло Венгерак (1987—1989),
- о. Володимир П'єцух (1989—1944),
- о. Григорій Бубель (з 1992).